# 수잰 패링턴
수잰 패링턴(영어: Suzanne Farrington, 1933년 10월 10일 ~ 2015년 3월 1일)은 잉글랜드의 배우이다. 영국 배우 비비언 리와 그녀의 첫 남편 허버트 리 홀먼 사이에서 외동딸로 태어났다. 어머니가 사망하자 패링턴은 어머니의 편지, 사진, 계약서, 일기 등의 서류를 남겼다.